# Tengiz Szulakvelidze
Tengiz Grigorjevics Szulakvelidze (grúzul: თენგიზ სულაქველიძე; Kutaiszi, 1956. július 23. –) szovjet válogatott grúz labdarúgó.

## Pályafutása

### Klubcsapatban
1974 és 1978 között a Torpedo Kutaiszi, 1978 és 1988 között a Dinamo Tbiliszi játékosa volt.
Pályafutása során egyetlen csapatban a  játszott. 1974 és 1987 között több, mint 300 alkalommal lépett pályára a Dinamo színeiben.

### A válogatottban
1980 és 1988 között 49 alkalommal szerepelt a szovjet válogatottban és 2 gólt szerzett. Tagja volt az 1980. évi nyári olimpiai játékokon bronzérmet nyerő válogatottnak. Részt vett az 1982-es világbajnokságon és az 1988-as Európa-bajnokságon, ahol döntőt játszottak.

## Sikerei, díjai
Dinamo Tbiliszi
- Szovjet bajnok (1): 1978
- Szovjet kupa (1): 1979
- Kupagyőztesek Európa-kupája (1): 1980–81

Szovjetunió
- Olimpiai bronzérmes (1): 1980
- Európa-bajnoki döntős (1): 1988

## Külső hivatkozások
- Tengiz Szulakvelidze – a FIFA adatbázisában
- Tengiz Szulakvelidze adatlapja a National-Football-Teams.com oldalon (angolul)

- Tengiz Szulakvelidze. eu-football.info
- Tengiz Szulakvelidze. Footballdatabase.eu
- Tengiz Szulakvelidze (orosz nyelven). rusteam.permian.ru
- Tengiz Szulakvelidze profilja az Olympedia oldalán (angolul)